# Juan Mujica
Juan Muica (22. prosince 1943, Casa Blanca – 11. února 2016 Montevideo) byl uruguayský fotbalový obránce.

## Klubová kariéra
Hrál za uruguayské týmy Rampla Juniors a Nacional Montevideo, dále v Mexiku za tým Club Necaxa, ve Francii za Lille OSC a RC Lens a opět v Uruguayi za Liverpool FC (Montevideo) a Defensor Sporting. S Nacionalem Montevidelo vyhrál v letech 1969-1971 třikrát uruguayskou ligu.

## Reprezentační kariéra
Za reprezentaci Uruguaye nastoupil v letech 1966–1970 ve 22 utkáních a dal 2 góly. Byl členem uruguayské reprezentace na Mistrovství světa ve fotbale 1970, nastoupil v 6 utkáních a dal 1 gól.

## Trenérská kariéra
Po skončení aktivní kariéry trénoval Nacional Montevideo a kolumbijský tým Deportes Tolima.